# パーシン
パーシン (pha sin)とは、タイ王国北部の女性がはく巻きスカート状の民族衣装の名称。
サロンと同様の筒スカートで、丈が大体一メートル長さ二メートル前後の薄手の布の両端を縫ったものである。
タイで「サロン」と言うとパーシンと同形だが、外出着ではなく寝間着や部屋着として使われる派手な花柄のものを指すので注意。

## 着用
腰にぴったりとフィットするように筒状のパーシンを履いて布の余りを右か左に折り返して巻き、布ひもかベルトで留める。
この時、上の部分を下に折り返してベルトを隠すように履くのが一般的である。
タイの女性はパーシンを履き終わった上から、スアー（sya：上着）と呼ばれる薄手のブラウスを着る。
伝統的なスアーは、丸首で襟は無くごく短い袖があるのみの貫頭衣仕立てであったが、現在は洋風の襟があるものや袖が長いものも見受けられる。
非常に暑い地方であるためタイの人たちは習慣的に沐浴するが、スアーを脱ぐことはあってもパーシンは脱がないのが普通で、普段着のパーシンの布は絹のように高価でもろいものよりも、安価で丈夫な生地のほうが喜ばれる。
また余り布を多く取る仕立てなのは、タイでは男女問わず胡坐で座る習慣があるため、脚が出ないよう裾を大きく開くようにする工夫である。

## 構成
多くは藍染の木綿製で、晴れ着は絹の、4枚のパネル（布片）によって構成される。
「フア」（幅30cm前後の二枚一組の腰布部分のパネル）と縞を織り出した「シン」（中心部分のパネルでフアの二倍ほどの幅）を飾り縫いで繋ぎ、「ティン」（裾のパネル）を取り付ける。
「ティン」は足に近いため4枚のパネルの中でもっとも不浄で、汚れや傷みが出やすいので取り換えられるように作られている。
ただし、晴れ着に関しては「ティーン・ジョク」と呼ばれる金銀糸を使った綾織りの布をティンの上部に飾る。